# Johann Klaj
Johann Klaj (auch: Clajus der Jüngere; * 1616 in Meißen; † 16. Februar 1656 in Kitzingen) war ein deutscher Dichter der Barockzeit.

## Leben

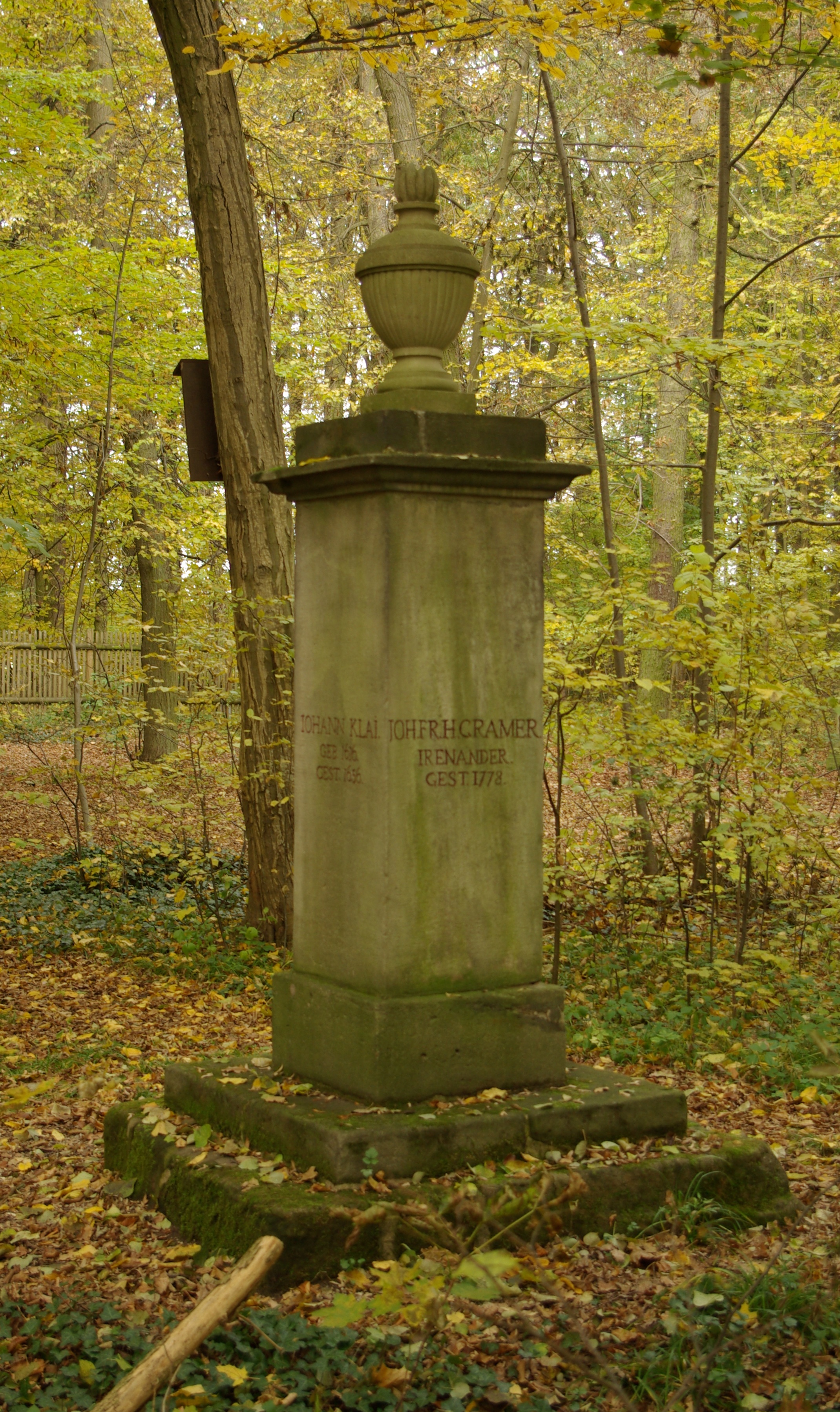
Gedenkstein für Johann Klaj im Irrhain bei Nürnberg

Klaj studierte ab 1636 Theologie in Leipzig, später in Wittenberg, wo er auch August Buchner hörte. 1642 übersetzte er dessen lateinische Dichtung Joas in die deutsche Sprache. 1644 kam er völlig mittellos nach Nürnberg, wo er mit Georg Philipp Harsdörffer den Pegnesischen Blumenorden gründete. Ihr gemeinschaftlich veröffentlichtes Werk, das Pegnesische Schäfergedicht in den Berinorgischen Gefilden von 1644, gilt als die Gründungsschrift der Dichtervereinigung. Gemeinsam mit Sigmund von Birken verfasste Klaj 1645 die Fortsetzung der Pegnitzschäferei. Noch unter Buchners Einfluss führte er in Nürnberg die „hüpfende“ daktylische Dichtung ein, die für die pegnesische Schäferdichtung kennzeichnend war. Maßgeblich als geistlicher Dichter gefördert wurde er von Johann Michael Dilherr. Er wurde 1647 Lehrer am St.-Sebaldus-Gymnasium und ging 1650 als Pfarrer nach Kitzingen. Literarisch war er seit dieser Zeit nicht mehr aktiv. Es ist bekannt, dass Klaj über das erträgliche Maß hinaus der Trunksucht zuneigte. Am 16. Februar 1656 erlag er einem Schlaganfall.

## Werke (Auswahl)
Klaj verfasste neben den frühen Schäfergedichten etliche geistliche Lieder. Er ist in der deutschen Literaturgeschichte als Autor von Rede-Oratorien bekannt geworden. Dieser von Conrad Wiedemann geprägte Begriff ist falsch. Es handelt sich dabei vielmehr um öffentliche, von Musik begleitete Vorträge Klajs im Rahmen des von Johann Michael Dilherr eingerichteten „Auditorium Publicum“ im Nürnberger Egidiengymnasium.
- Pegnesisches Schäfergedicht, 1644–1645. Von Georg Philipp Harsdörffer; Sigmund von Birken; Johann Klaj. Hrsg. von Klaus Garber. Nachdruck. Tübingen: Niemeyer, 1966, 47, 104 (Deutsche Neudrucke. Reihe Barock; 8) [Enthält: 1. Pegnesisches Schäfergedicht: Nachdruck der Ausgabe Nürnberg: Endter, 1644 / Georg Philipp Harsdörffer; Johann Klaj; 2. Fortsetzung der Pegnitz-Schäferey: Nachdruck der Ausgabe Nürnberg: Endter, 1645 / Sigmund von Birken]
- Auferstehung Jesu Christi (Rede), 1644
- Höllen- und Himmelfahrt Jesu Christi (Rede), 1644
- Weihnachts-Andacht (Gedichte), 1644
- Lobrede der teutschen Poeterei, 1645 Digitalisat und Volltext im Deutschen Textarchiv
- Redeoratorien und 'Lobrede der teutschen Poeterey. Nürnberg: Endter 1644. Reprint: Hrsg. von Conrad Wiedemann. Tübingen: Niemeyer, 416 (Deutsche Neudrucke: Reihe Barock)
- Der leidende Christus (Trauerspiel), 1645
- Engel- und Drachenstreit (Rede), 1645
- Herodes der Kindermörder (Rede), 1645
- Andachtslieder, 1646
- Weihnachtsgedichte, 1648
- Das ganze Leben Jesu Christi, 1648
- Freudengedicht (Rede), 1650
- Irene (Friedensgedichte), 1650
- Geburtstag des Friedens (Rede), 1650